# Георгиос Сагяксис
Георгиос Т. Сагяксис (на гръцки: Γεώργιος Θ. Σαγιαξής) е гръцки поет от Македония с влашки произход.

## Биография
Роден е в богато влашко семейство в 1874 година в Битоля, тогава в Османската империя. Учи в родния си град и след това продължава образованието си в Германия в периода 1893 - 1896 година, когато посещава лекциите на професор Густав Вайганд. Сагяксис се занимава с поезия, а също така с научни изследвания в областта на балканския фолклор, етнологията, влашкия език, нрави и обичаи. Пише в битолския вестник „Фос“.
След като Битоля попада в Сърбия сред Междусъюзническата война, Сагаякис заедно с голяма част от гъркоманското население на града емигрира в Гърция и се установява в Солун. В 1932 година е назначен като пръв директор на Солунската общинска библиотека. Сагяксис е сред най-значимите гръцки поети от Македония за времето си.